# 2014年加丹加出軌事故
2014年加丹加出軌事故是一場發生於2014年4月22日的火車事故。行駛於剛果民主共和國加丹加省卡米納與利卡西之間的列車在途中出軌，包括兩輛機車與多節車廂翻覆。雖然該火車並不屬於客運列車，但車上載運了許多乘客，因此造成大量傷亡。
事故列車由國營的剛果鐵道路公司所管轄，該國的公營鐵路公司。

## 背景
刚果民主共和国的铁路系统一直维修不善，并在多年内战后失修。大部分铁路系统都在殖民地时期建立，在1960年比利时政权结束后只有几次升级，直到最近获得由世界银行资助的计划情况才有所改善。剛果鐵道路公司的员工经常出售非法车票以增加收入。也有人直接在运行时跳上火车。因过载和糟糕的基础设施，火车事故频繁发生。在2007年，一列货车在西开赛省出轨，超过100人丧生。

## 出轨
2014年4月22日，在当地时间10:00到11:00之间(11:00-12:00 UTC)，列车在大约位于刚果加丹加省以北65（40英里）的矿镇利卡西附近出轨，两辆机车与15节车厢（共19节）翻覆。
虽然该火车并不属于客运列车，但车上载运了许多乘客，据目击者说，车内与车顶都挤满了人。虽然列车在早上出轨，救援人员在晚上才到达事故现场。在重型起重机的帮助下，军医和联合国人员营救出残骸下方的幸存者。最初的报告宣称至少63人丧生，但随后改为48人死亡，160人受伤。

## 原因
最初调查显示列车以每小时60千米（37英里）的速度行进，超过每小时40千米（25英里）的限速。因无法在弯道前充分减速而出轨。一名官方发言人兰巴特·曼德（Lambert Mende）说车速过快的原因是部分引擎故障。 